# Фіцрой Данклі
Фіцрой Данклі (англ. Fitzroy Dunkley, нар. 20 травня 1993) — ямайський спринтер, срібний призер Олімпійських ігор 2016 року.

## Виступи на Олімпіадах
| Олімпіада           | Дисципліна            | Місце |
| ------------------- | --------------------- | ----- |
| Ріо-де-Жанейро 2016 | біг на 400 метрів     | 24    |
| Ріо-де-Жанейро 2016 | естафета 4×400 метрів | 2     |

## Зовнішні посилання
- Фіцрой Данклі Профіль у IAAF (англ.)
- Фіцрой Данклі — олімпійська статистика на сайті Sports-Reference.com (англ.) (архівна версія)